# 反复记号
在音乐中，反复记号用来表示乐曲的某一部分或全部重复演唱演奏。 

## 旋律型反复
乐曲中某一旋律型重复时，用斜线（/）表示，斜线的数目与符尾数相同。

## 小节反复
一次或多次重复一小节时，可用记号˙//.或˙/.来表示。该记号写在两小节中间的小节线上，表示前面两小节的旋律再重复一次。

## 段落反复
从一小节到整首乐曲的重复，可用𝄆    𝄇来标记。表示记号内的部分要重复演奏或演唱。
重复时不同的部分，可以用括号括出，并记以阿拉伯数字，表示第几次反复时用。
在歌曲中，某段歌词本身反复时，用罗马数字标记，以示与其他反复之不同。 
乐曲从头反复时，前反复记号可以不用。
这种反复记号可以交替使用，但不得套用。

## D.C.与D.S.
当大反复中套用小反复时，可用不同的反复记号来标记。如 D.C.表示从头反复。D.S.表示从记号反复。
D.S.是意大利语Dal segno的缩写，直译成中文是“从记号”。DC.是意大利语Da capo的缩写，直译成中文是“从头”。
用D.S.反复记号时，在D.S.的前面开始反复处一定要记上记号“𝄋”。 用 D.C.反复记号时，一定要标出在什么地方结束。如: Fine. 曲终等。
大反复后面有不同的结尾时，在第一处结尾开始的地方标注𝄌，在第二处结尾的地方也标记𝄌。大反复时，两个“𝄌”之间的部分要略去不用。
在乐曲中，反复的情况异常复杂，当省略记号无法记写时，也可以用文字加以说明。